# Naturno
Naturno (Naturns) é uma comuna italiana da região do Trentino-Alto Ádige, província de Bolzano, com cerca de 5.074 habitantes. Estende-se por uma área de 67 km², tendo uma densidade populacional de 76 hab/km². Faz fronteira com Castelbello-Ciardes, Lagundo, Lana, Parcines, Plaus, San Pancrazio, Senales, Ultimo.

## Demografia
| Variação demográfica do município entre 1861 e 2011                               |
|                                                                                   |
| Fonte: Istituto Nazionale di Statistica (ISTAT) - Elaboração gráfica da Wikipedia |

## Galeria de imagens

Naturno - Naturns
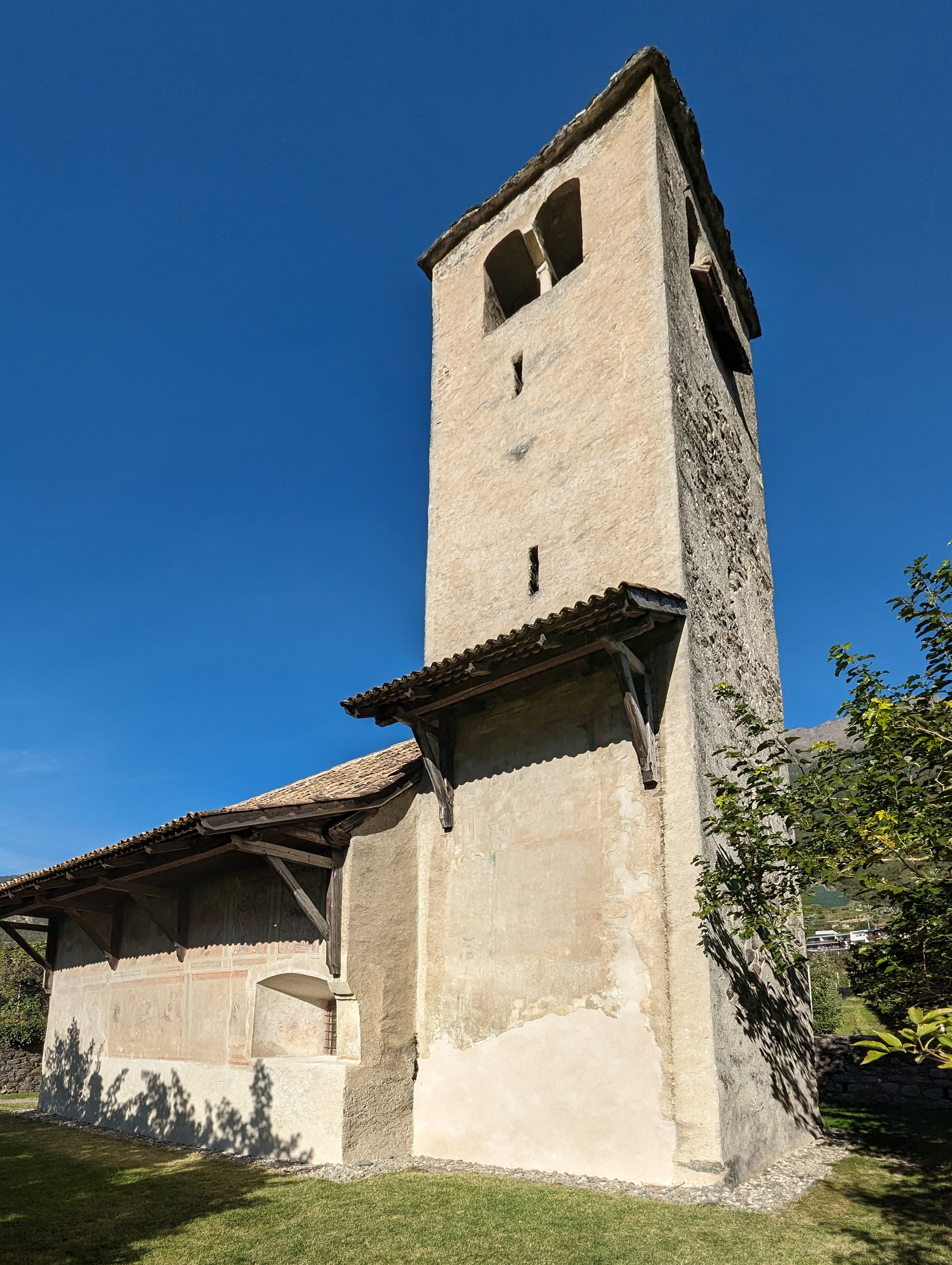
Igreja de São Próculo
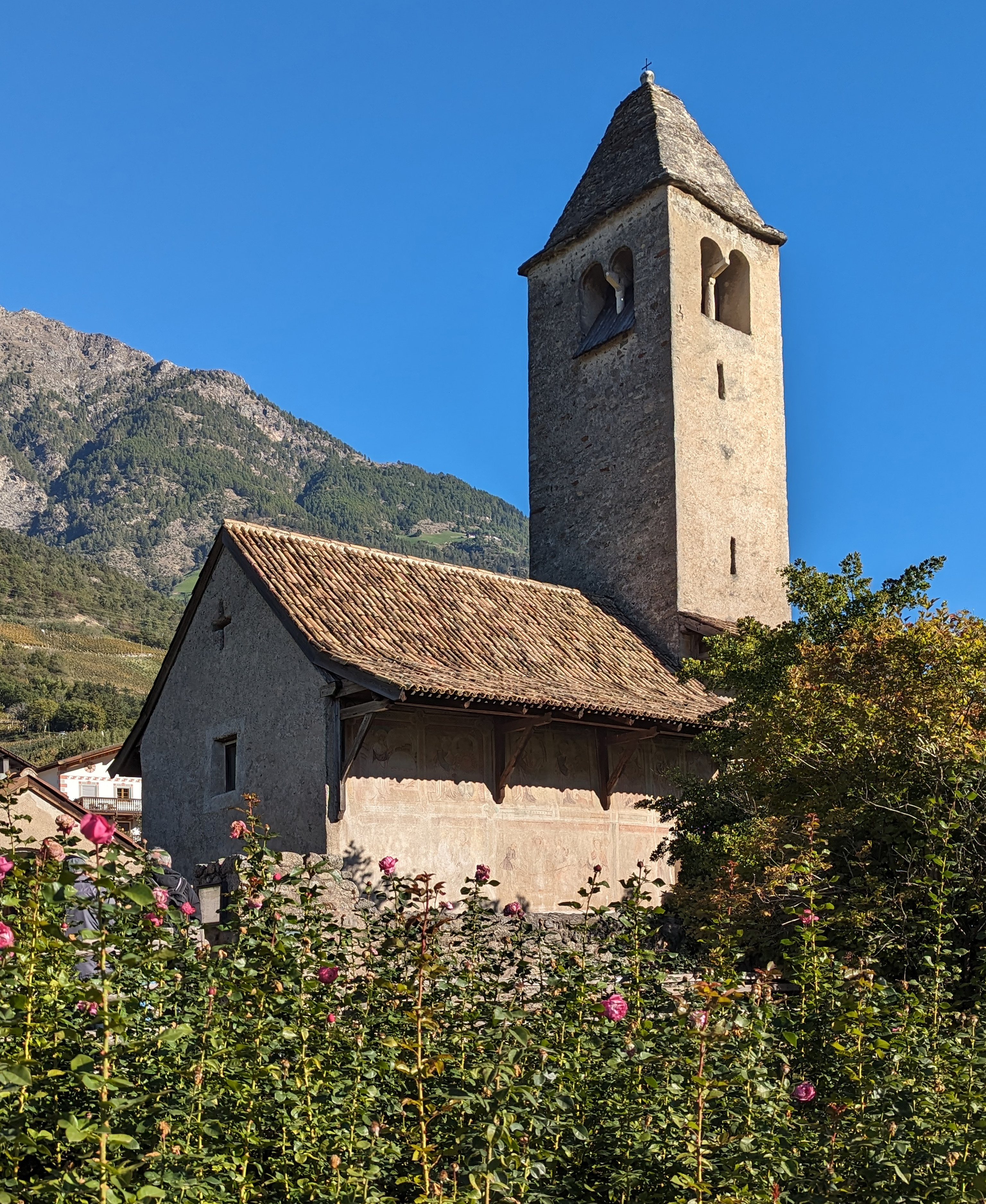
Igreja de São Próculo
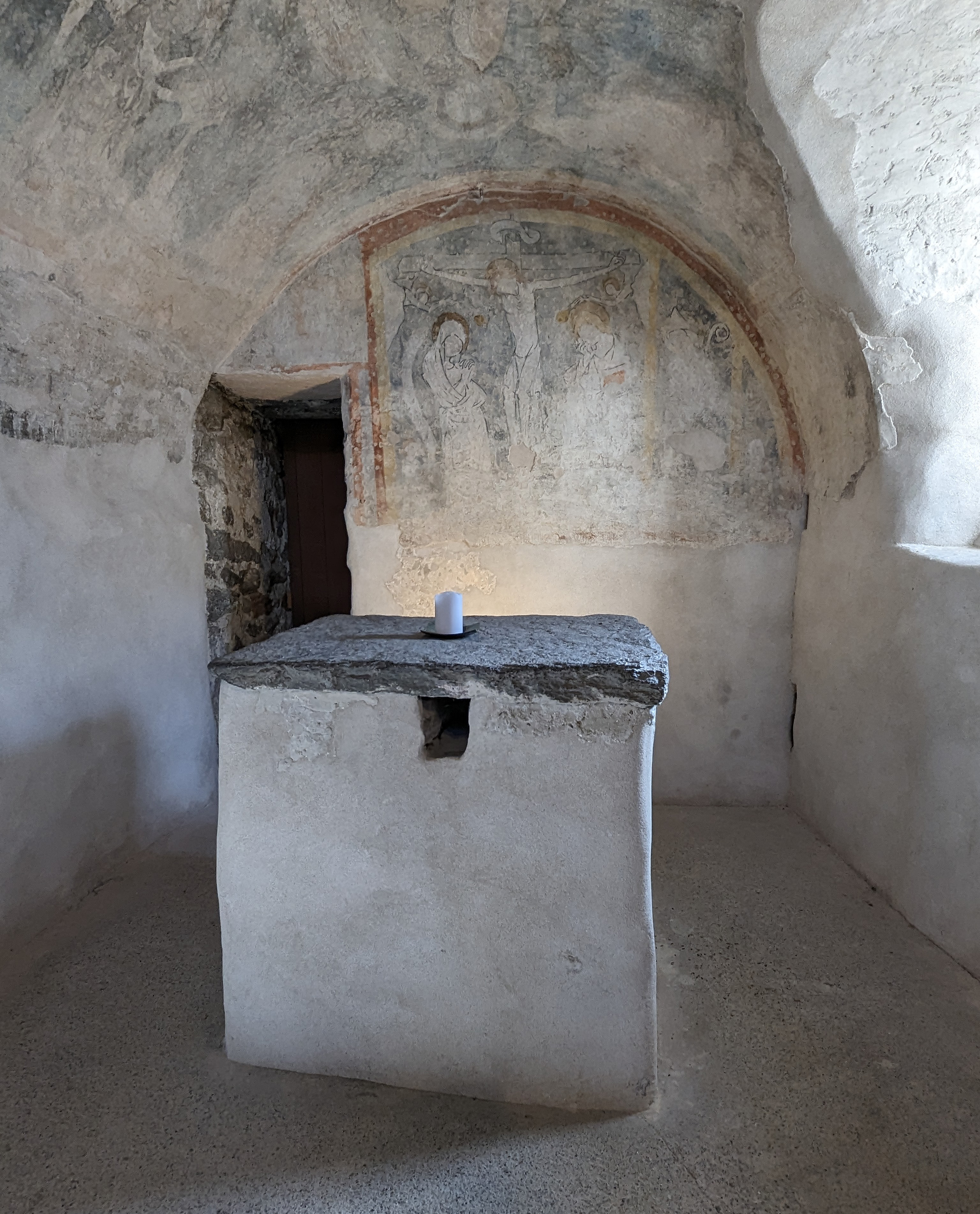
Igreja de São Próculo
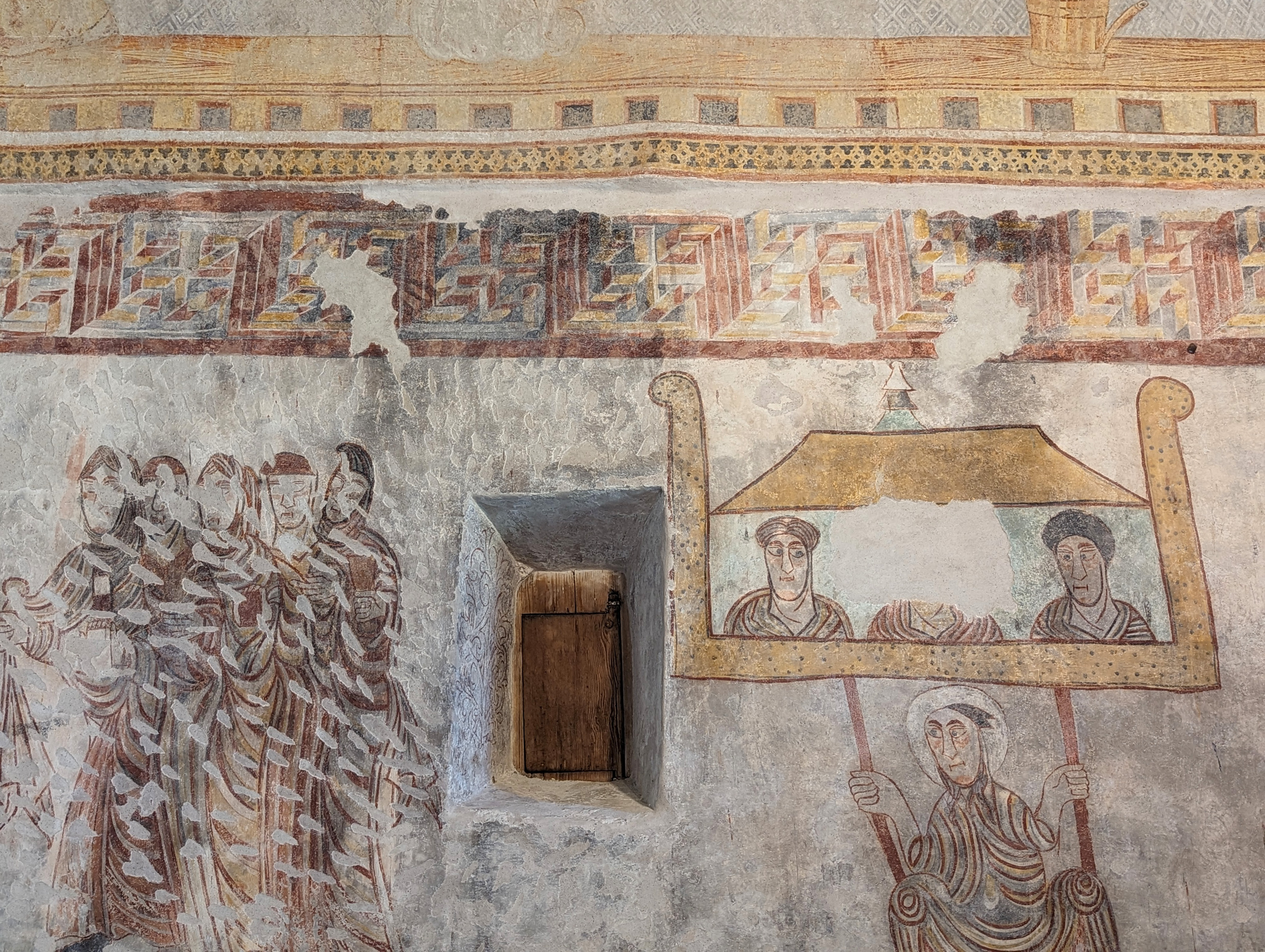
Igreja de São Próculo
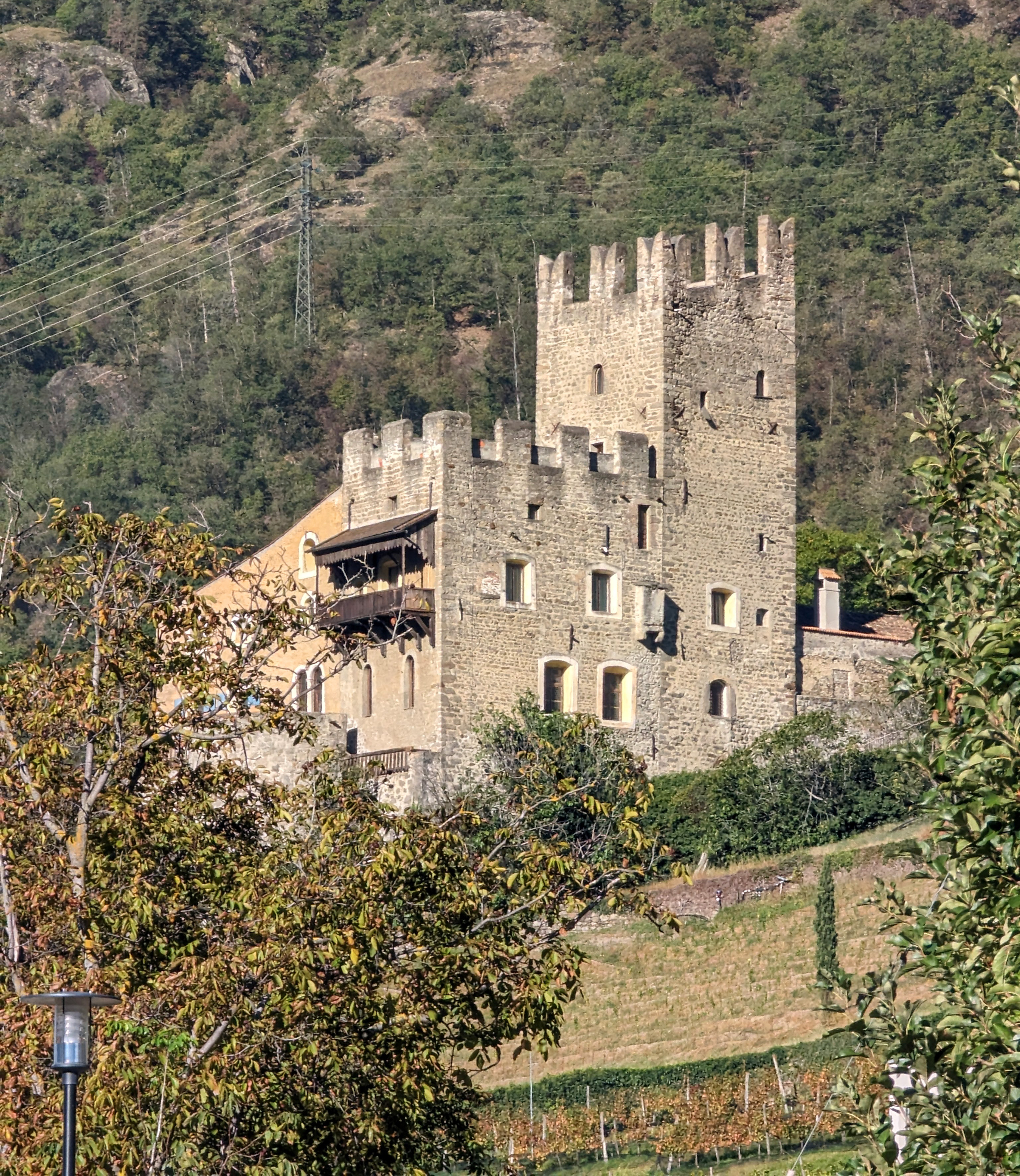
Castelo Alta Naturno
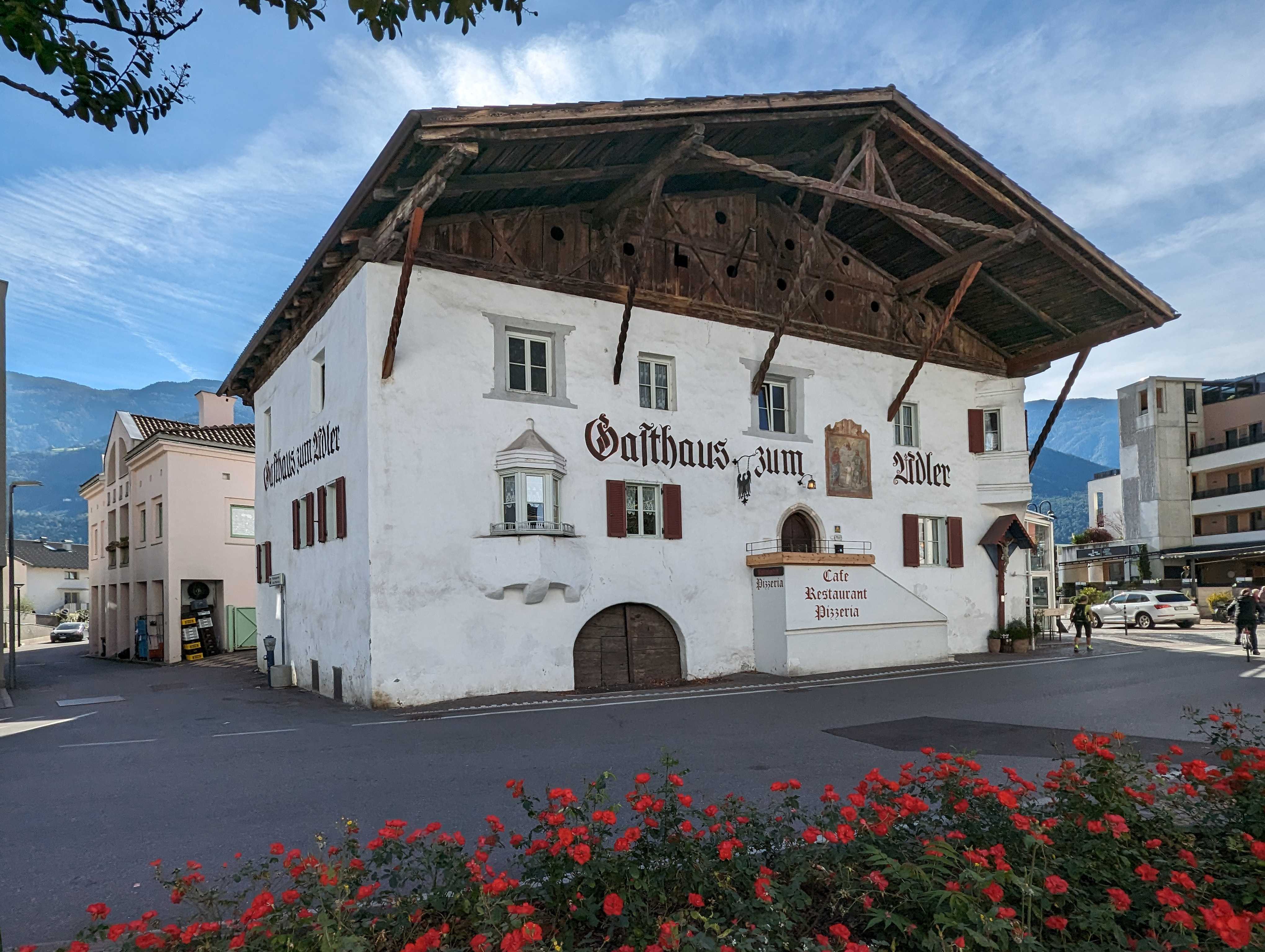
Pousada águia
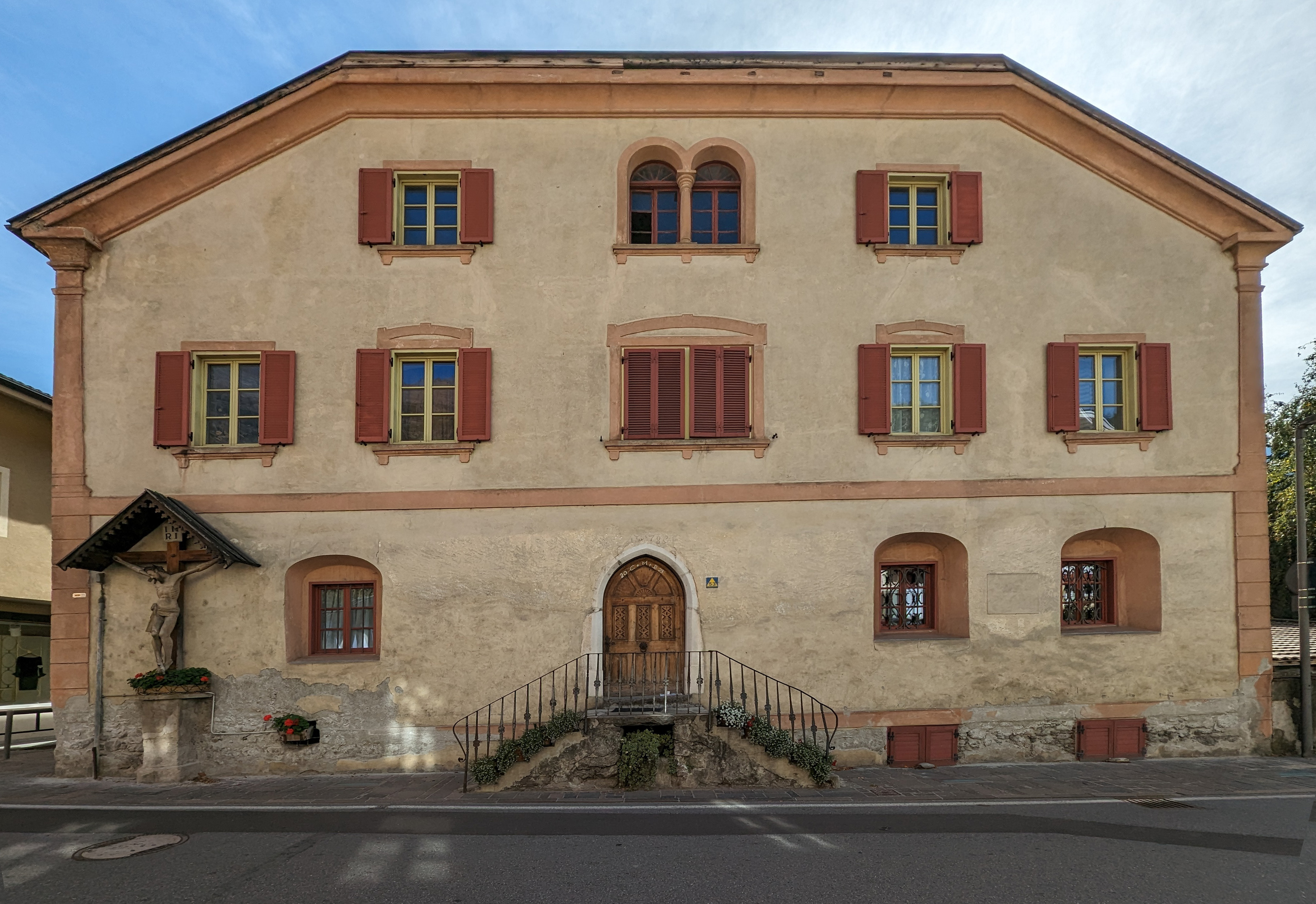
Pousada Dorfmair
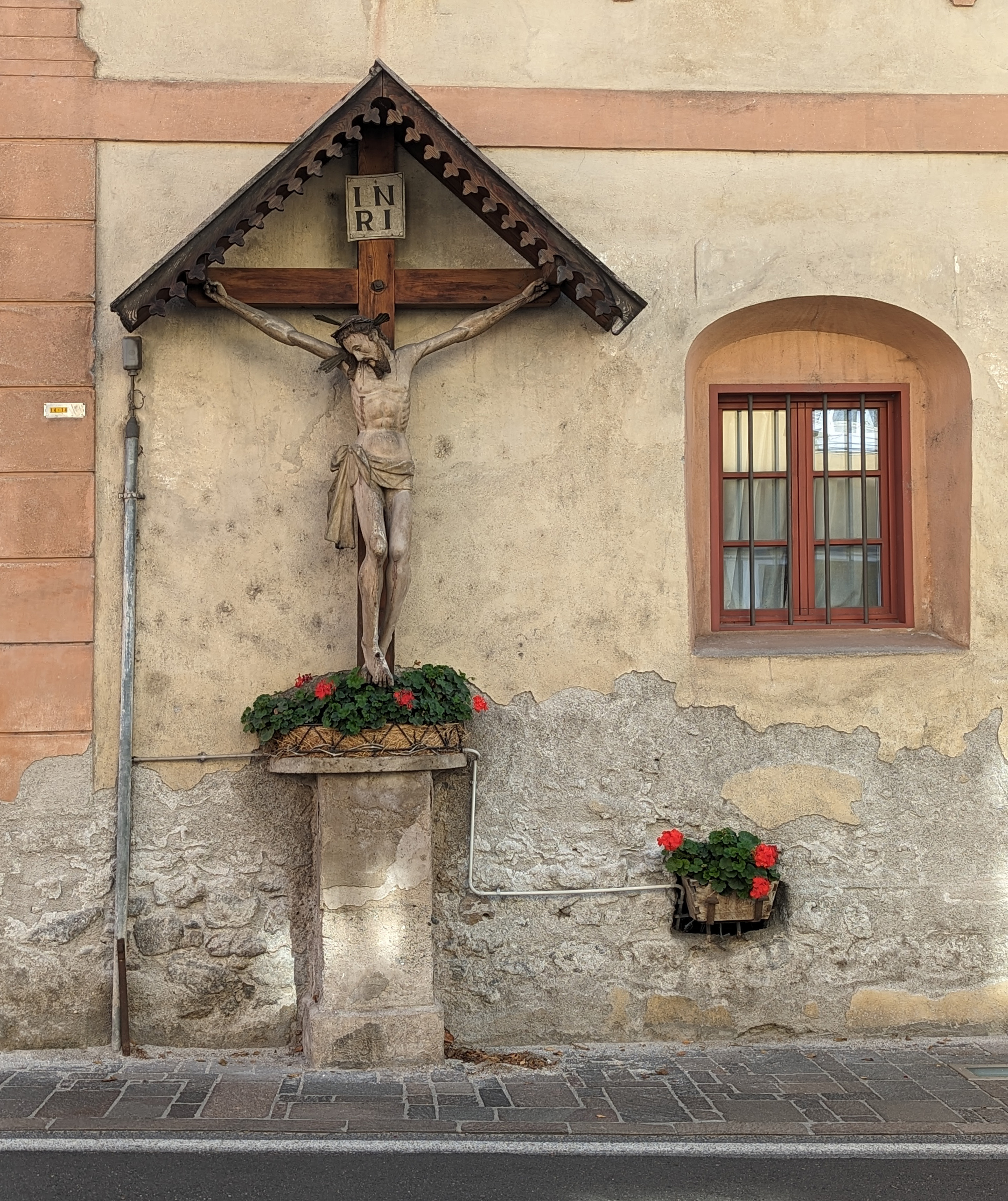
Pousada Dorfmair
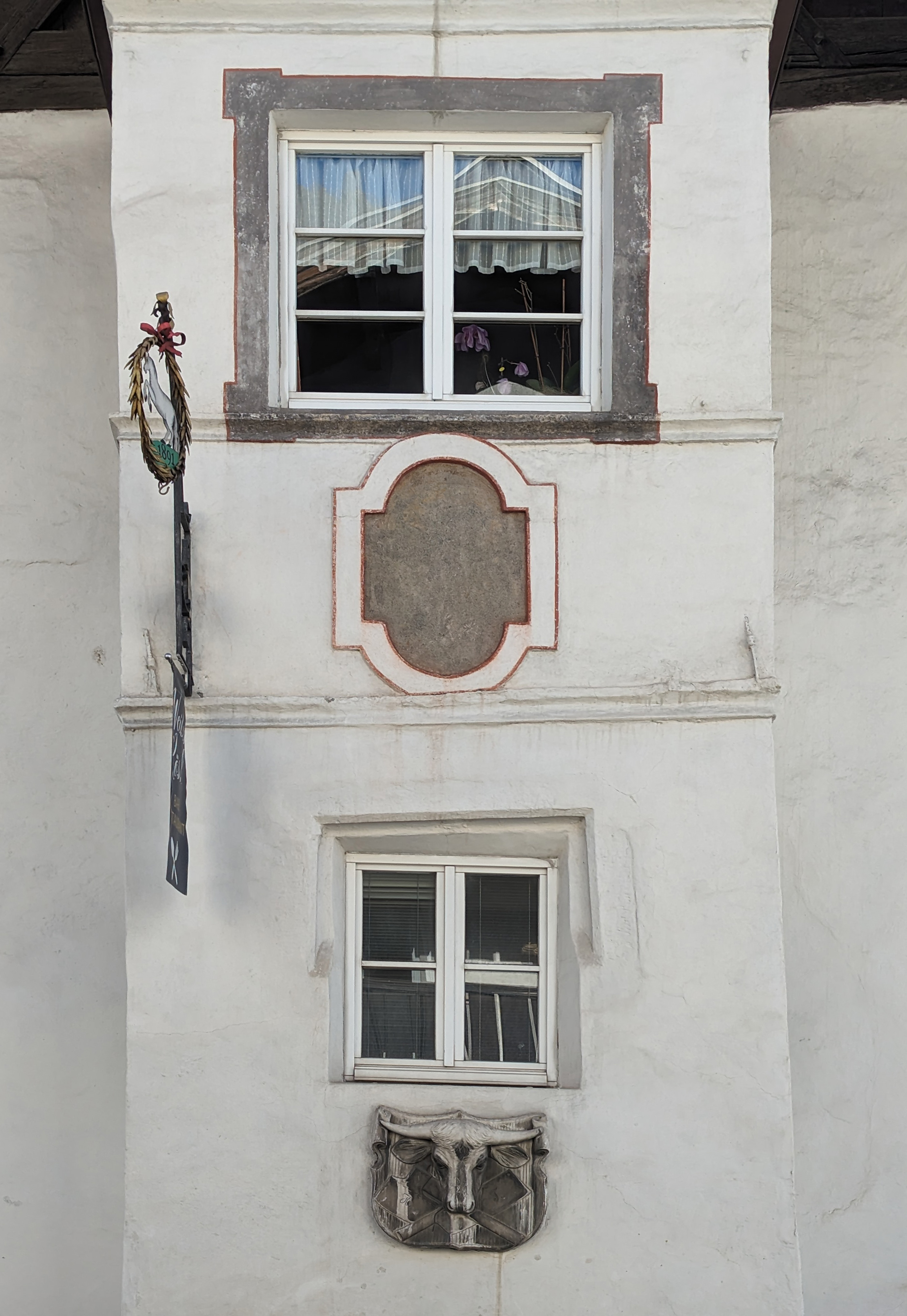
Pousada cavalo pequeno